# Campylopus orthocomus
Campylopus orthocomus là một loài rêu trong họ Dicranaceae. Loài này được Besch. ex Müll. Hal. Besch. mô tả khoa học đầu tiên năm 1885.